# Costa de Oro británica
La Costa de Oro británica o simplemente Costa de Oro era una colonia británica situada en el golfo de Guinea, al oeste de África. Obtuvo su independencia en 1957, momento en el que pasó a llamarse Ghana.

## Historia
Los primeros europeos en llegar a la costa fueron los portugueses en 1471, quienes se encontraron con varios reinos africanos, algunos de los cuales controlaban territorios con considerables yacimientos de oro en el suelo. En 1482, los portugueses construyeron el Castillo de Elmina, el primer asentamiento europeo en la Costa de Oro. Desde allí comerciaban esclavos, oro, cuchillos, cuentas, espejos, ron y armas. Las noticias sobre estas actividades comerciales se difundieron rápidamente, atrayendo finalmente a comerciantes británicos, neerlandeses, daneses, prusianos y suecos. Estos comerciantes europeos construyeron varios fuertes a lo largo de la costa. El nombre de Costa de Oro había sido utilizado por los europeos desde hacía mucho tiempo atrás debido a la gran cantidad de reservas de oro en la zona. No obstante, el tráfico de esclavos fue la principal actividad comercial durante muchos años.
La Costa de Oro británica fue formada como tal en 1867, cuando el gobierno británico abolió la Compañía de Comerciantes Africanos y se apropió de las tierras que poseía a lo largo de la costa. También se apoderaron del resto de los territorios de otros países europeos, anexando a la Costa de Oro danesa en 1850 y a la Costa de Oro neerlandesa, incluyendo al Fuerte Elmina, en 1872. Además, los territorios asante fueron incorporados gradualmente a la colonia británica entre 1822 y 1900, luego de una serie de guerras entre el imperio europeo y el reino africano. Para 1901, todo el territorio de la Costa de Oro estaba en manos británicas, con sus reinos y tribus unificadas bajo una misma administración.
Los británicos exportaban una gran variedad de recursos naturales de la zona, tales como oro, diamantes, marfil, pimienta, madera, granos y cocoa. Los colonos también construyeron los ferrocarriles y la compleja infraestructura de transporte que forman la base de la infraestructura de transporte actualmente en Ghana. Asimismo construyeron hospitales y escuelas al estilo occidental para proveer servicios a los ciudadanos del imperio.
Para 1945, la población nativa demandaba más autonomía luego de concluida la Segunda Guerra Mundial y el inicio del periodo de descolonización alrededor del mundo. En 1957, la colonia obtuvo su independencia y la nueva nación pasó a llamarse Ghana.